# 天恩邨

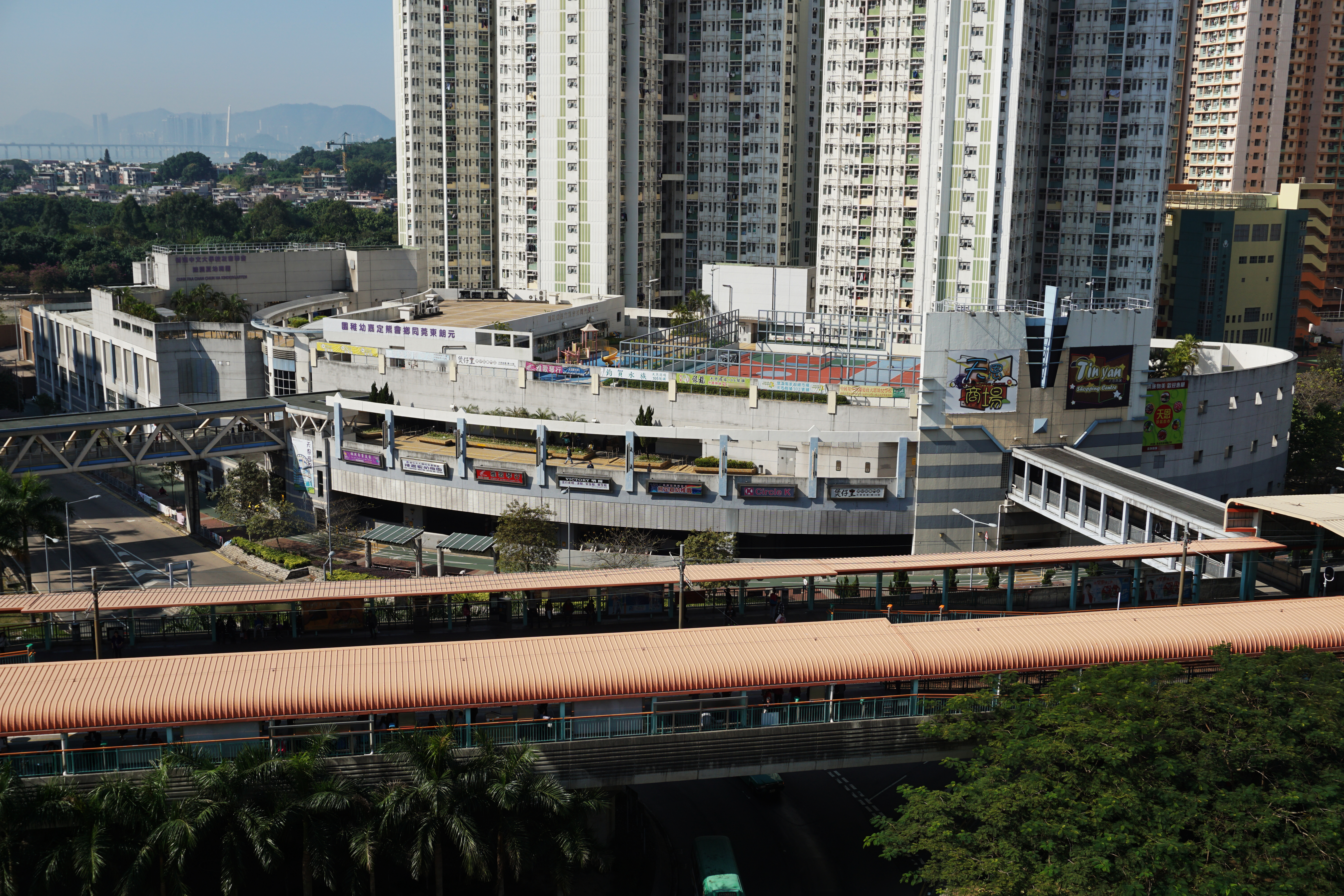
天恩商場外貌

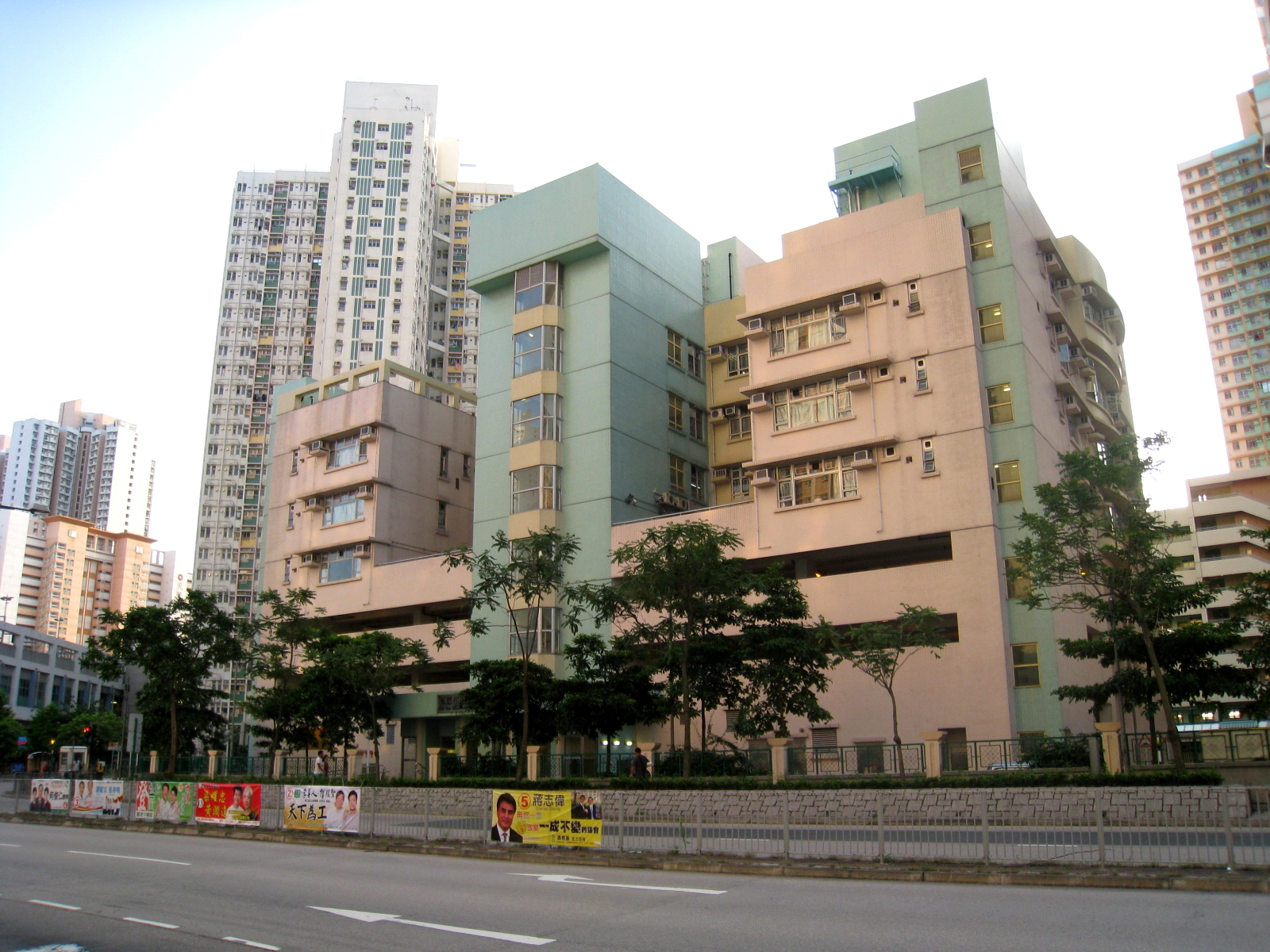
天恩邨服務設施大樓

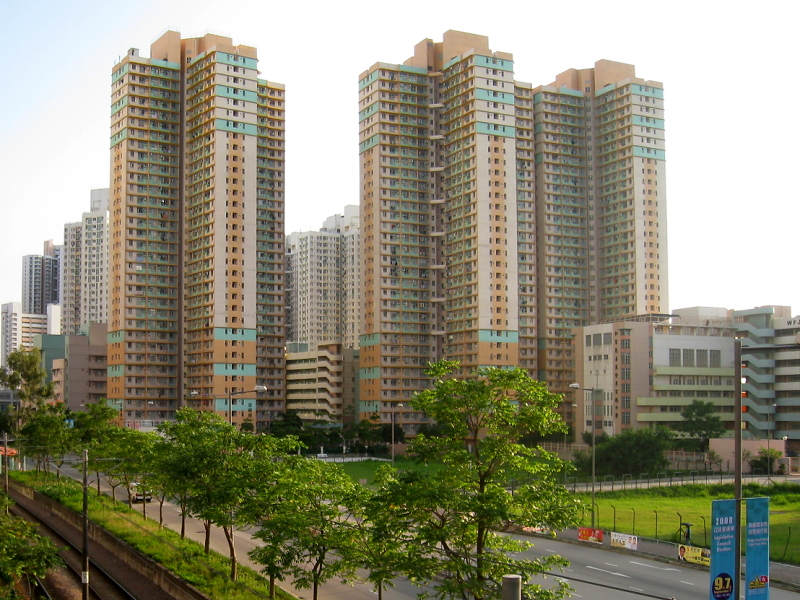
天恩邨非標準設計大廈

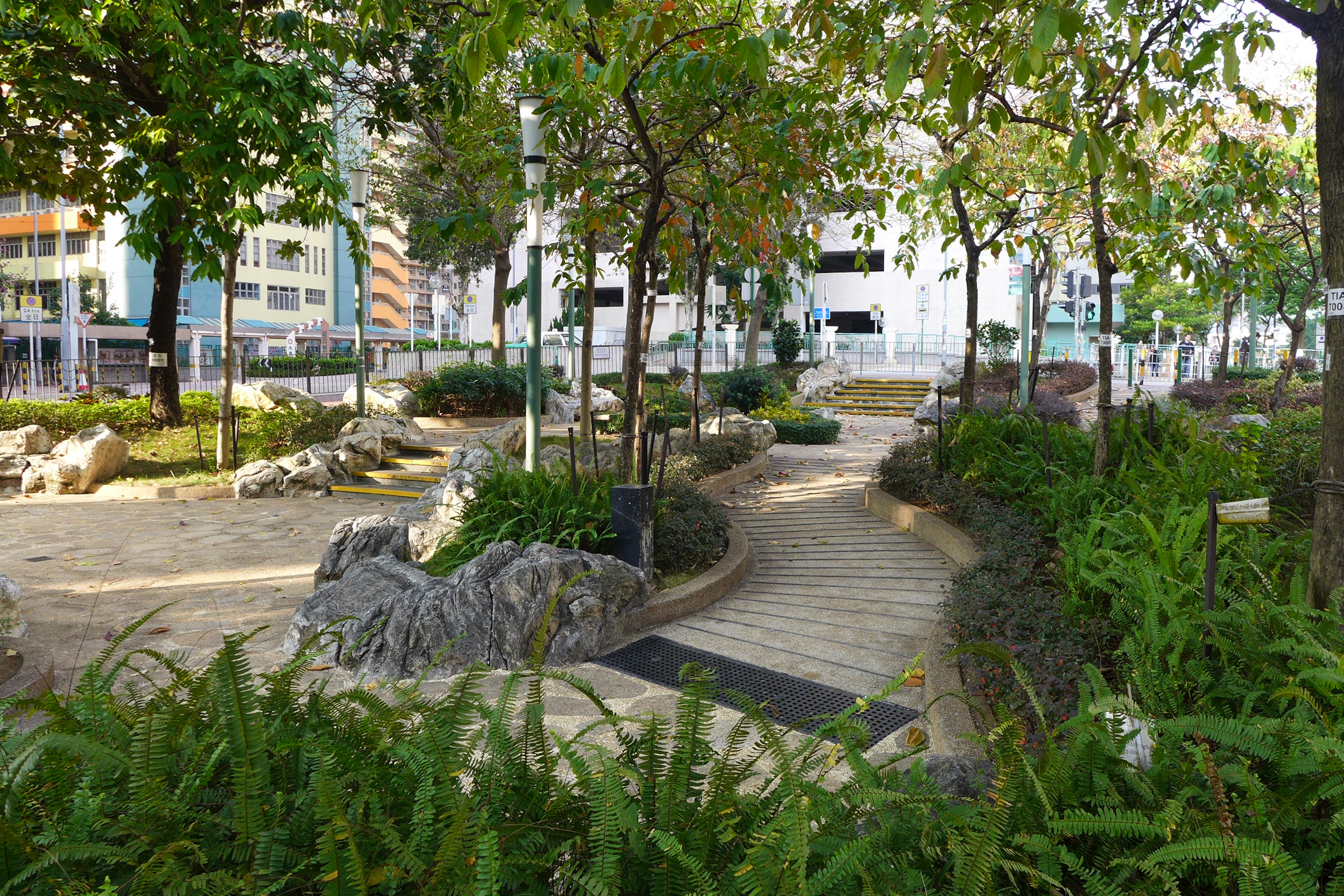
天恩商場對出的休憩空間

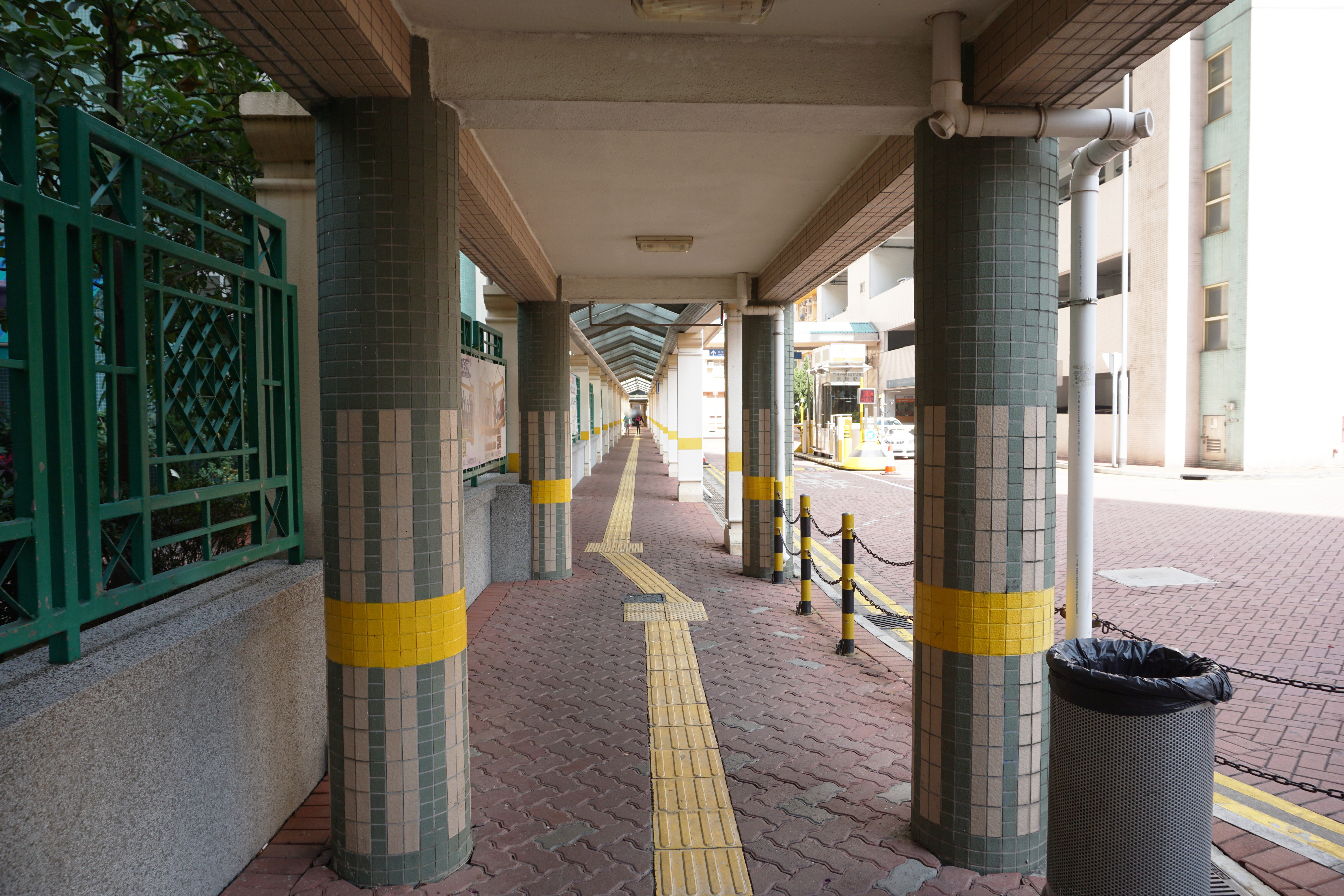
有蓋行人道

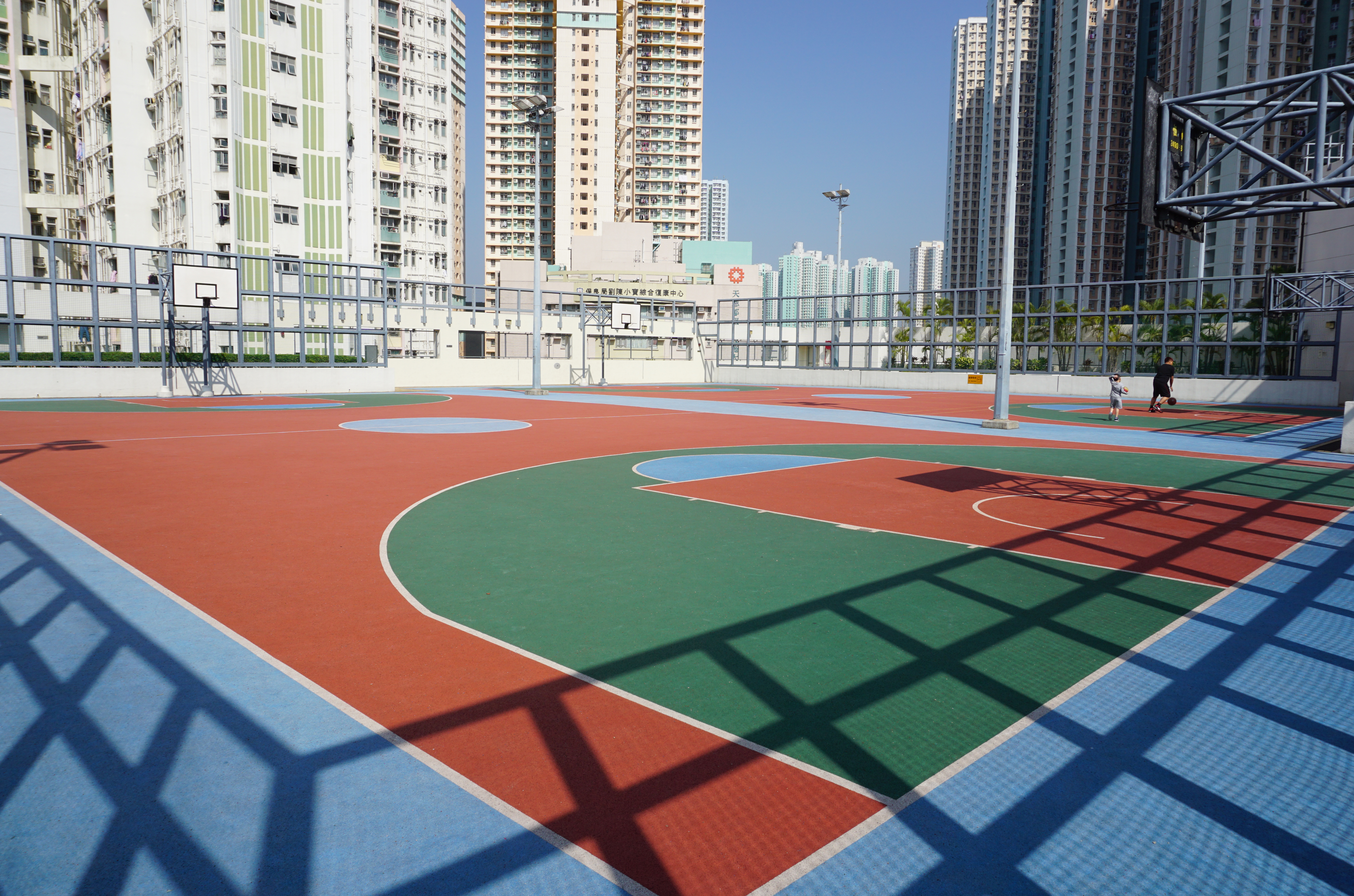
籃球場

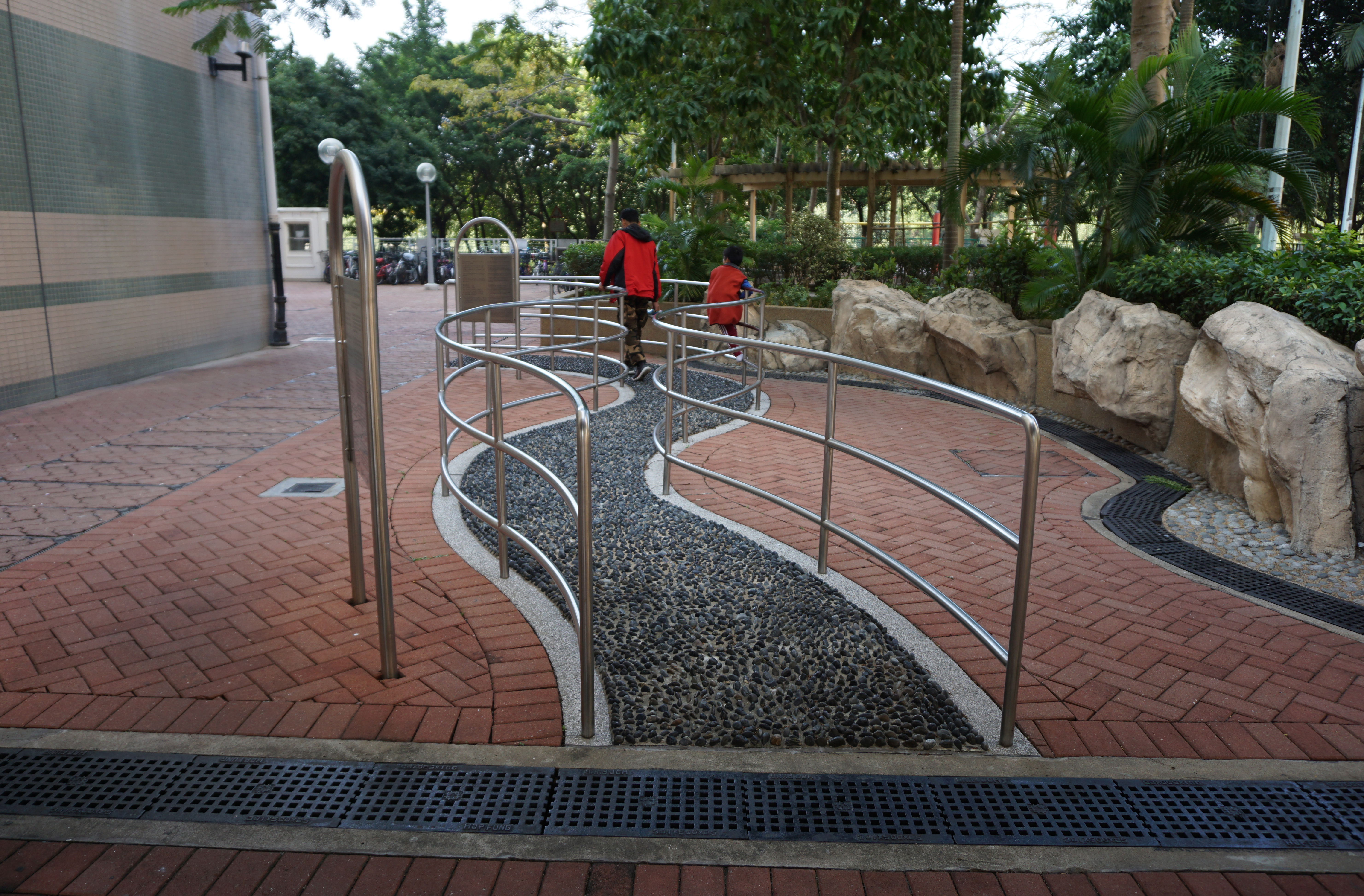
卵石路步行徑

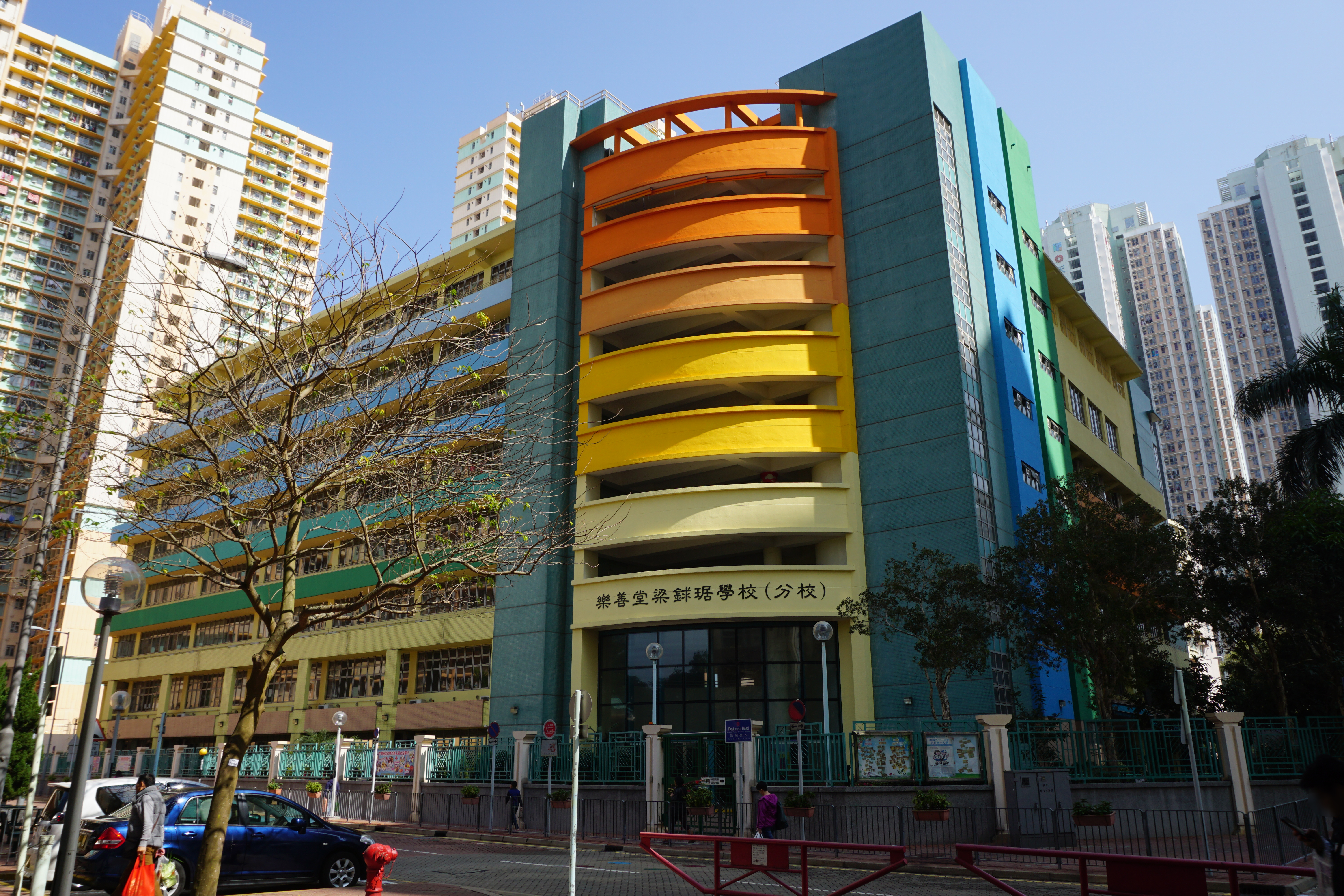
樂善堂梁銶琚學校(分校)

天恩邨（英語：Tin Yan Estate）是香港的一個公共屋邨，位於元朗區天水圍新市鎮北部（天水圍第101區），由房屋署總建築師（2）及何顯毅建築師事務所設計，並由香港房屋委員會負責屋邨管理。

## 歷史
天恩邨所在的第101區，原為私人參建居屋屋苑用地。房委會於1997年3月宣布動用22億港元，於第101區及屯門第29區（即現時的寶田邨）興建中轉房屋，前者曾預計提供9,596伙單位。當101區部份中轉房屋樓宇落成時，原本稱「天影路中轉房屋」，後來改名為「天恩中轉房屋」，之後因為政府的房屋政策改變而改為現名至今。
在2003年爆發沙士期間，天恩邨第一期的四座樓宇被政府徵用為醫護人員的臨時宿舍。2004年起由中轉房屋改為公共屋邨，但單位仍是中轉房屋的設計標準，最小的單位只有8.19平方米（大約88平方呎）。廁所面積不足1平方米，非常狹窄，有住客表示每次進入廁所時均非常不便。居民過往曾要求房署盡快進行擴建工程。
近年房屋署推出特快公屋計劃，讓申請出租公屋的輪候者可以縮短輪候時間，因申請公屋的輪候者一般需要等候多年才能獲編配並入住出租公屋單位，若輪候者參加特快公屋計劃，只需等候一至三年便可入住出租公屋，而特快公屋計劃的輪候者可選擇屯門寶田邨及天恩邨前中轉房屋的單位或各區的一些曾發生不同負面事件的「不受歡迎單位」，這些單位層數、座向、以至單位的設計等較為遜色；不過對於很需要入住出租公屋的輪候者而言，他們一般都會選擇參加特快公屋計劃。

### 設施
設施包括天恩商場（2002年落成，共2層）、兩個籃球場（在天恩商場天台層）、天恩冷氣街市（2017年翻新）、天恩邨共運輸交匯處（巴士站、的士站、小巴站）、天恩邨服務設施大樓（地庫至2樓：停車場；3及4樓：保良局天恩護老院暨耆昌長者日間護理中心；5及6樓：保良局劉陳小寶綜合復康中心）、天暉路體育館、天暉路社區會堂、天水圍何超瓊活動中心、兩間小學、一間中學、三個兒童遊樂場、一個露天停車場。

## 屋邨資料

### 樓宇
| 樓宇名稱（座號）            | 樓宇類型                    | 落成年份 | 層數 | 每層伙數 | 每座單位總數（伙） | 建築師                                   | 承建商   | 提供升降機服務的廠商 | 期數 |
| --------------------------- | --------------------------- | -------- | ---- | -------- | ------------------ | ---------------------------------------- | -------- | -------------------- | ---- |
| 恩樂樓（第1座）             | 多層中轉房屋                | 2002年   | 28   | 36       | 1008               | 房屋署總建築師（2）、 何顯毅建築師事務所 | 新昌營造 | 三菱                 | 1    |
| 恩盈樓（第2座）             | 多層中轉房屋                | 2002年   | 28   | 36       | 1008               | 房屋署總建築師（2）、 何顯毅建築師事務所 | 新昌營造 | 三菱                 | 1    |
| 恩穗樓（第3座）             | 多層中轉房屋                | 2002年   | 28   | 36       | 1008               | 房屋署總建築師（2）、 何顯毅建築師事務所 | 新昌營造 | 三菱                 | 1    |
| 恩慈樓（第4座）             | 多層中轉房屋                | 2002年   | 28   | 36       | 1008               | 房屋署總建築師（2）、 何顯毅建築師事務所 | 新昌營造 | 三菱                 | 1    |
| 恩福樓（第6座）             | 非標準設計大廈 （十字型）   | 2004年   | 33   | 16       | 528                | 房屋署總建築師（2）、 何顯毅建築師事務所 | 中國建築 | 蒂森克虜伯           | 2    |
| 恩澤樓（第7座）             | 非標準設計大廈 （十字型）   | 2004年   | 33   | 16       | 528                | 房屋署總建築師（2）、 何顯毅建築師事務所 | 中國建築 | 蒂森克虜伯           | 2    |
| 恩翠樓（第8座）             | 非標準設計大廈 （十字型）   | 2004年   | 33   | 16       | 528                | 房屋署總建築師（2）、 何顯毅建築師事務所 | 中國建築 | 蒂森克虜伯           | 2    |
| 恩頤樓（第9座）             | 非標準設計大廈 （十字型）   | 2004年   | 33   | 16       | 528                | 房屋署總建築師（2）、 何顯毅建築師事務所 | 中國建築 | 蒂森克虜伯           | 2    |
| 天恩邨服務設施大樓（第5座） | 天恩邨服務設施大樓（第5座） | 2004年   | 6    | （待查） | （待查）           | 房屋署總建築師（2）、 何顯毅建築師事務所 | 中國建築 | 蒂森克虜伯           | 2    |

## 教育及福利設施

### 幼稚園
- 香港中文大學校友會聯會陳震夏幼稚園  （2004年創辦）（位於天恩商場頂樓1號校舍）
- 元朗東莞同鄉會熊定嘉幼稚園  （2004年創辦）（位於天恩商場頂樓2號校舍）
- 中國基督教播道會天恩幼兒學校   （2005年創辦）（位於天恩商場1樓122號）

### 小學
- 樂善堂梁銶琚學校（分校）
- 和富慈善基金李宗德小學

### 中學
- 天水圍香島中學（1968年創辦，2001年遷至現址）

### 日間護理中心、護理安老院及復康院舍
- 保良局天恩護老院暨耆昌長者日間護理中心  （位於天恩邨服務設施大樓3樓及4樓）
- 保良局劉陳小寶綜合復康中心   （位於天恩邨服務設施大樓5樓及6樓）

## 區議員辦事處
劉桂容議員辦事處：新界元朗天水圍天恩邨恩福樓地下DC2室

## 鄰近屋苑

### 公共屋邨
- 天悅邨
- 天華邨

### 居民屋苑
- 天頌苑
- 天富苑

## 區議會議席分布
| 範圍／年度             | 2004-2007 | 2008-2011 | 2012-2015 | 2016-2019 | 2020-2023 |          |
| ---------------------- | --------- | --------- | --------- | --------- | --------- | -------- |
| 恩樂樓及恩慈樓         | 悅恩選區  | 悅恩選區  | 悅恩選區  | 悅恩選區  | 悅恩選區  | 悅恩選區 |
| 恩盈樓、恩穗樓及恩頤樓 | 富恩選區  | 悅恩選區  | 悅恩選區  | 悅恩選區  | 悅恩選區  | 悅恩選區 |
| 恩福樓、恩澤樓及恩翠樓 | 富恩選區  | 富恩選區  | 富恩選區  | 富恩選區  | 富恩選區  | 富恩選區 |

## 外部連結
- 房委會物業位置及資料 天恩邨 （页面存档备份，存于）
- 房屋署天恩商場（页面存档备份，存于）
- 天暉路體育館 (堅毅忍者．障殘人士國際互助協會) （页面存档备份，存于）
- 天暉路社區會堂 (堅毅忍者．障殘人士國際互助協會) （页面存档备份，存于）